# HD221675
HD221675 — хімічно пекулярна зоря спектрального класу A3, що має видиму зоряну величину в смузі V приблизно  5,9.
Вона  розташована на відстані близько 230,2 світлових років від Сонця.

## Фізичні характеристики
Зоря HD221675 обертається 
досить швидко 
навколо своєї осі. Проєкція її екваторіальної швидкості на промінь зору становить  Vsin(i)= 81км/сек.